# جواز سفر نيكاراجوي

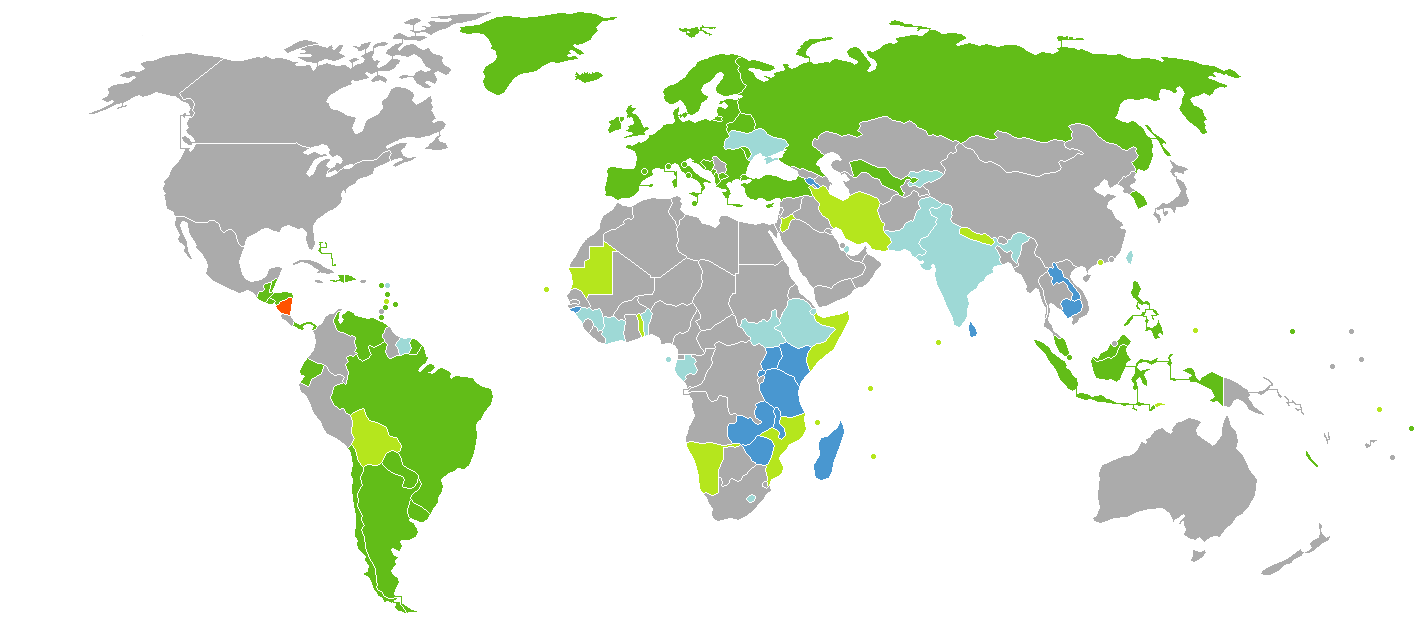
متطلبات التأشيرة
نيكاراغوا
بدون تأشيرة
تأشيرة عند الوصول
تأشيرة عند الوصول أو تأشيرة إلكترونية
تأشيرة إلكترونية
مطلوب تأشيرة

يصدر جواز سفر نيكاراغوا لمواطني نيكاراغوا للسفر الدولي. اعتبارًا من 2 يوليو 2019 كان لمواطني نيكاراغوا إمكانية الوصول إلى 126 دولة وإقليم بدون تأشيرة أو تأشيرة عند الوصول، مما جعل جواز سفر نيكاراغوا يحتل المرتبة 44 من حيث حرية السفر وفقًا لمؤشر هينلي لجوازات السفر. يحتوي جواز السفر النيكاراغوي الحالي على 89 ميزة أمنية.

## روابط خارجية
- مجلس التنظيم 539/2001
- مجلس التنظيم 1932/2006
- مجلس التنظيم 539/2001 consolidated version, 19.1.2007
- قائمة المواطنين الذين بحاجة إلى تأشيرة دخول لزيارة المملكة المتحدة .
- قائمة البلدان التي جواز سفر حاملي لا تتطلب تأشيرات لدخول أيرلندا  نسخة محفوظة 23 أكتوبر 2010 على موقع واي باك مشين..